# رنا رئیس
رنا عماد رئیس (۱۴ دسامبر ۱۹۹۹) بازیگر مصری است.او در قاهره به دنیا آمد. توانست در مدت کوتاهی به یکی از ستارگان سینمای مصر تبدیل شود. در اولین سال حرفهٔ بازیگری خود در ۲۰۱۷، در دو کار متفاوت شرکت کرد؛ اولی سریال «وضعیت امنیتی» در نقش سلما و دومی «زمین به هوا» در نقش رُوِیدا. او در سریال رمضان ۲۰۱۸، «دستبند ۲» نقشِ ریکا را بازی کرد.

## زندگی و پیشه
رنا عماد رئیس در ۱۴ دسامبر ۱۹۹۹ در قاهره پایتخت مصر به دنیا آمد. او دختر زینب حسن، متخصص زیبایی مشهور مصری است که به عنوان میکاپ آرتیست برای ستارگان جامعهٔ هنری کار می‌کند و پدرش مهندس بود. او رابطه‌ای قوی با مادرش دارد، از تأثیر مادرش بر او و نقش او در ادامهٔ حمایت از او نه تنها در هنر، بلکه در سطح شخصی و حمایت از او در تصمیماتش سخن گفته است. حرفهٔ زینب حسن، مادر رنا رئیس، به او کمک کرد تا به عرصهٔ هنری نزدیک شود، چرا که از کودکی در کارش با او بوده است و همین امر باعث شد تا با جامعهٔ هنری ارتباط برقرار کند و با ستارگان سینما آشنا شود.
فعالیت هنری خود را در سال ۲۰۱۷ با سریال «وضعیت امنیتی» (به عربی: وضع أمني) آغاز کرد و پس از آن مسیر خود را در هنر و بازیگری آغاز کرد. از آن هنگام در تعدادی از فیلم‌های سینمایی حضور داشته است.در سال ۲۰۲۲ در فیلم «سوارکار» (به عربی: فارس) شرکت کرد و در نقش یک خدمتکار بازی کرد. در سال ۲۰۲۳ در فیلم «پس از شر» (به عربی: بعد الشر) شرکت کرد و نقش فرحِ برزیلی را بازی کرد. در همان سال در فیلم‌های «اولاد حریم کریم» در نقش ایلا و در «مشکی رنگارنگ» بازی کرد. در سال ۲۰۲۴ در فیلم «باند بزرگ» (به عربی: عصابة عظيمة) شرکت کرد و شخصیت نیره را ارائه کرد.
رنا رئیس گروهی از آثار درام تلویزیونی را بازی کرده است. در سال ۲۰۱۷، در سریال‌های «وضعیت امنیتی» (به عربی: وضع أمني) در نقش سلما، «زمین به هوا» (به عربی: أرض جو) در نقش رویدا، «سهم من و شما ۲» (به عربی: نصيبي وقسمتك 2) در نقش دینا ظاهر شد. در سال ۲۰۱۸ در سریال‌های «دَولی» (به عربی: الدولي) در نقش حنان و در «دستبند ۲» (به عربی: كلبش 2) نقشِ ریکا بازی کرد. در سال ۲۰۱۹ در سریال‌های «یک وجب آب» (به عربی: شبر ميه) در نقش نور، «برکت» (به عربی: بركة) در نقش مودت و در «پرنسس بیسا» (به عربی: البرنسيسة بيسة) نقش جاسمین را بازی کرد.
رئیس در سال ۲۰۲۰ در سریال‌های «سلطانهٔ مُعِز» (به عربی: سلطانة المعز) در نقش ضی، در «زیبایی زنان:مکتوب» (به عربی: جمال الحريم: المكتوب) در نقش تلا، در «شب‌هایمان ۸۰» (به عربی: ليالينا 80) در نقش جمیله هشام و در «حرامی» (به عربی: الحرامي) در نقش سالی ظاهر شد. در سال ۲۰۲۱ در سریال‌های «نجیب زاهی زرکش» (به عربی: نجيب زاهي زركش) نقش نانسی، در «موضوع خانوادگی» (به عربی: موضوع عائلي) نقش ساره، «مرد بمان» (به عربی: ظل راجل) نقش شهد جلال و در «حرامی ۲» (به عربی: الحرامي 2) نقش سالی را ایفا کرد.در سال ۲۰۲۲ در قسمت ۳۰ سریال «جزیرهٔ غمام» (به عربی: جزيرة غمام) به عنوان مهمان افتخاری نقش آفرید و در سریال «موضوع خانوادگی ۲» (به عربی: موضوع عائلي 2) شخصیت ساره را بازی کرد. در سال ۲۰۲۳ در سریال‌های «بحران نیمهٔ عمر» (به عربی: أزمة منتصف العمر) نقش مریم و در «نُصی الثانی» (به عربی: نصي الثاني) نقش هنا را ارائه کرد. رنا رئیس در سال ۲۰۲۴ در سریال «سر الهی» (به عربی: سر إلهي) شخصیت رقیه را بازی کرد.

## زندگی شخصی
در نوامبر ۲۰۲۲، رنا رئیس در حالی که به عنوان مهمان در برنامهٔ «با شما» ی مونا الشاذلی حضور داشت، نامزدی خود را زنده جشن گرفت و معشوقش، یُسری علی را با درخواستش روی آنتن غافلگیر کرد. او دوست دوران کودکی و خارج از جامعهٔ هنری است و پیش از نامزدی، دوستی محکمی با هم داشتند. در اکتبر ۲۰۲۳ بدون اعلام دلیل، اعلام کرد که از نامزدش جدا شده است. در ۱۷ مارس ۲۰۲۵، رنا رئیس پس از بازگشت دوباره، جشن ازدواج خود را با نامزد سابقش برگزار کرد.